# Scarabaeus prodigiosus
Scarabaeus prodigiosus là một loài bọ cánh cứng trong họ Bọ hung (Scarabaeidae).